# Экономика Молдовы
Экономика Молдавии по объёму ВВП по ППС на душу населения на 2019 год занимает 94-е место в мире и предпоследнее среди стран Европы (ВВП на душу населения составляет 5300 долларов).
В молдавской экономике наибольшую роль играет сельскохозяйственный сектор (на территории страны очень благоприятный климат и плодородная земля). Основными молдавскими продуктами являются фрукты, овощи, вино и табак, однако в последний период страна экспортирует также электропроводку, электронное оборудование и инструменты для автомобилей.
С 1990 года Молдавия вступила в сильный экономический спад, от которого она оправилась только в 2000 году. В рамках амбициозной экономической либерализации в начале 90-х годов, Молдавия ввела конвертируемую валюту, свободные цены, прекратила предоставлять кредиты фирмам и государственным компаниям начался процесс приватизации, сняли контроль экспорта и замороженных процентов. Экономика вернулась к положительному росту на 2,1 % в 2000 году и 6,1 % в 2001 году, соответственно.
Из-за слабой экономики и неуверенных перспектив значительная часть населения была вынуждена уехать за границу в поисках новых финансовых источников, больше полумиллиона трудоспособного населения работает за рубежом. Перевод денег в стране этой части населения является наиболее важным источником ВВП (в 2009 году около 1 миллиарда долларов США на законных основаниях). В 2009 году данные Всемирного банка показали, что одна треть ВНП страны обеспечивается молдаванами, работающими за рубежом.
После 2000 года Молдавия имела значительный экономический рост, более чем 6 %, за исключением 2006 года (рост лишь около 4 % из-за кризиса в отношениях с Россией, что вызвало запрет на экспорт вина на российский рынок).
В апреле 2007 года, в целях ликвидации незаконной деятельности, была утверждена полная налоговая амнистия для экономической деятельности, осуществляемой до 1 января 2007 года, легализация незаконного капитала в противовесе 5 % от суммы и отмена налога на прибыль.
Хотя в настоящее время предпринимаются многие попытки стимулировать инвестиции и развитие экономики, основная роль в экономическом росте лежит на населении, которое находится за границей.
Экономика страны сильно зависит от экономики соседних стран: Румынии и Украины, а также от российской экономики. В 2014 году, в связи с конфликтом на востоке Украины и международными санкциями в отношении России и последующим ущербом её[уточнить] экономике, доллар укрепился по отношению к молдавскому лею на 17 процентов, а евро на 7 процентов в течение года[значимость факта?].

## ВВП

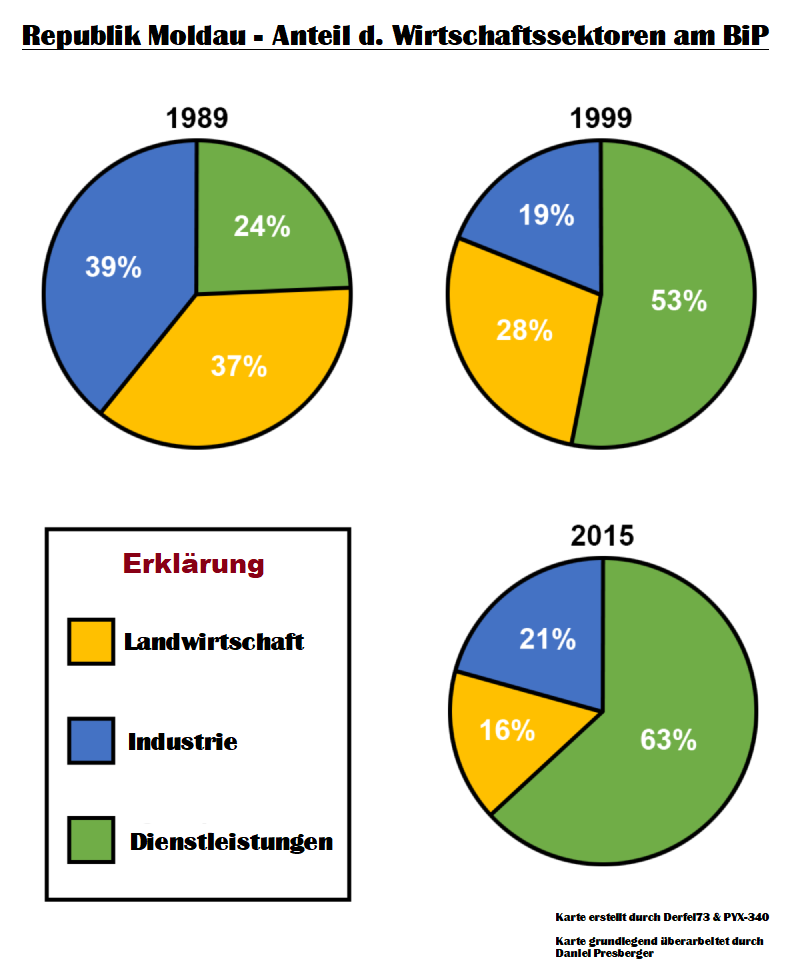
PIB pe sector

ВВП Республики Молдова в 2021 г. составил 13,68 млрд долларов, что составляет 3695 долларов ВВП на душу населения. В 2008 году Молдавия имела ВВП в 6 миллиардов долларов, или ВВП на душу населения в 1694 доллара. Для сравнения: в том же году у Румынии был ВВП в 192 миллиарда долларов, или 12 200 долларов на душу населения.
Согласно данным Национального бюро статистики, экономика Республики Молдова увеличилась на 4,5 % в 2017 году по сравнению с 2016 годом, а стоимость валового внутреннего продукта (ВВП) превышает 150 млрд леев.
| Год                            | 2004 | 2005 | 2006 | 2007 | 2008 | 2009 | 2010 | 2011 | 2012 | 2013 | 2014 | 2015 | 2016 | 2017 | 2018 | 2019 | 2020 | 2021 |
| ------------------------------ | ---- | ---- | ---- | ---- | ---- | ---- | ---- | ---- | ---- | ---- | ---- | ---- | ---- | ---- | ---- | ---- | ---- | ---- |
| Изменение в цена. по сравнению | ▲7,4 | ▲7,5 | ▲4,8 | ▲3,0 | ▲7,8 | ▼6,0 | ▲7,1 | ▲6,8 | ▼0,7 | ▲9,4 | ▲4,6 | ▼0,5 | ▲2,0 | ▲4,5 |      |      |      |      |

- Ссылки:[8][9][10]

## История

### После обретения независимости
2001 год в Молдове начался с преодоления коллапса 90-х годов и постепенного восстановления экономики. В результате наметившейся повышательной тенденции в динамике основных макроэкономических показателей страна, по сути, избежала дефолтного состояния. Были приняты первые программы по модернизации экономики, осуществлен целый ряд либеральных реформ – налоговая амнистия и легализация капитала, введена нулевая ставка налога на реинвестируемую прибыль и др. В результате наметившийся рост экономики в течение последующих 5-ти лет (до 2006 г.) носил относительно устойчивый характер.

#### 2000-е

##### 2007 год[12]
- Номинальный объем внутреннего валового продукта в 2007 году составил 53 354 миллиона леев ($4,8 млрд) в текущих рыночных ценах. В сопоставимых ценах валовой внутренний продукт увеличился на 3,0 % по сравнению с предыдущим годом.
- Промышленными предприятиями всех форм собственности произведено продукции на сумму 26 187 миллионов леев в действующих ценах. Индекс объема промышленного производства по сравнению с 2006 годом составил (в сопоставимых ценах) 97,3 %. Положение в промышленном секторе экономики определено преимущественно деятельностью обрабатывающей промышленности, на долю которых в 2007 году приходилось 89,1 % от общего объема продукции предприятий с основным промышленным видом деятельности. Объем продукции, выпущенный этими предприятиями, уменьшился на 3,3 % по сравнению с 2006 годом, что обусловило спад общего объёма производства на 3,0 %.

Снижен объем произведенной промышленной продукции в сравнении с 2006 годом по следующим видам деятельности: производство сахара; производство дистиллированных алкогольных напитков; производство вина; производство табачных изделий; производство одежды; производство древесины и деревянных изделий; производство стекла и изделий из стёкла и др.
В то же время, отмечен рост объема промышленной продукции по следующим видам деятельности: горнодобывающая промышленность; производство обуви; производство бумаги и картона; производство медикаментов и фармацевтических препаратов; производство резиновых и пластмассовых изделий; производство цемента, извести и гипса; резка, обработка и отделка камня; производство готовых металлических изделий; производство бытовых приборов; производство медицинских приборов, прецизионных и оптических инструментов; производство мебели; производство и распределение электроэнергии и др.
- Продукция сельского хозяйства во всех категориях хозяйств в 2007 году, составила, по расчётам в текущих ценах 12 550 миллионов леев ($1,14 млрд) или 76,9 % (в сопоставимых ценах) по отношению к соответствующему периоду предыдущего года. Снижение продукции сельского хозяйства было обусловлено спадом производства продукции растениеводства на 33,4 % и продукции животноводства на 1,8 %.
- Инвестиций в основной капитал за счёт всех источников финансирования на развитие национальной экономики за отчетный период было освоено в сумме 14 936 миллионов леев ($1,36 млрд), из которых 8484 миллиона леев ($771 млн) составили строительно-монтажные работы или, соответственно, на 19,9 % и 20,5 % больше, чем в 2006 году. Ввод в действие жилых домов уменьшился на 9,9 %.
- Грузооборот предприятий железнодорожного, автомобильного, речного и воздушного транспорта в 2007 году уменьшился на 6,6 % по сравнению с 2006 годом, а объем перевезённых грузов за этот же период увеличился на 9,2 %.
- Пассажирооборот общественного транспорта за 2007 год возрос на 9,8 % по сравнению с 2006 годом, в то же время число пассажиров осталось на уровне 2006 года.
- Розничный товарооборот в 2007 году составил 28 304 миллиона леев, что (в сопоставимых ценах) на 8,0 % превышает уровень 2006 года.
- Платные услуги, оказанные населению, в 2007 году составили 11 853 миллиона леев или на 3,9 % больше (в сопоставимых ценах), чем за 2006 год.

Таможенная служба Республики Молдова

- Экспорт товаров в 2007 году составил $1341,8 миллиона, что превышает уровень 2006 года на 27,6 %. Импорт товаров составил $3689,9 миллиона, что на 37,0 % больше чем за 2006 год. Торговый баланс сложился с дефицитом в размере $2348,1 миллиона или на $706,5 миллиона (на 43,0 %) больше, чем за 2006 год.
- Среднемесячная заработная плата одного работающего в экономике в 2007 году составила 2063 лея ($ 190) или на 21,5 % больше по сравнению c предыдущим годом. В бюджетной сфере среднемесячная заработная плата составила 1625 лея ($150), в реальном секторе экономики — 2292 лея ($210).
- Численность официально зарегистрированных безработных, по данным Национального агентства занятости, на 1 января 2008 года составила 18,9 тысячи человек. Численность безработных, согласно определению Международного бюро труда, в III квартале 2007 года составила 70,1 тысячи человек.
- В декабре 2007 года по сравнению с ноябрём 2007 года уровень инфляции составил 0,9 %, а по сравнению с декабрём 2006 года — 13,1 % (в декабре 2006 года по сравнению с ноябрём 2006 года уровень инфляции составил 1,2 %, а по сравнению с декабрём 2005 года — 14,1 %).

##### 2009 год
Промышленные предприятия Молдавии произвели в 2009 году продукции на сумму 23 млрд 266,6 млн леев (1,86 млрд долл.), сократив объем её выпуска в сравнении с 2008 годом на 22,2 %. По данным Национального бюро статистики Молдавии, это было обусловлено спадом производства на предприятиях добывающей отрасли — на 32,1 %, перерабатывающей промышленности — на 24,3 %, энергетического сектора — на 1,5 %. Уменьшение объемов промышленной продукции в Молдавии в 2009 г. было вызвано, в частности, сокращением производства на предприятиях по производству обуви — на 49,1 %, неметаллических минеральных продуктов — на 40,4 %, по обработке и консервированию фруктов и овощей — на 32,3 %, производству бумаги и картона — на 29,9 %, резиновых и пластмассовых изделий — на 29,6 %, текстильной продукции — на 26 %. Производство мебели сократилось на 24 %, вина — на 21,2 %, дистиллированных алкогольных напитков — на 27,1 %. Производство, обработка и консервирование мяса и мясопродуктов уменьшились на 20 %, производство одежды — на 12,8 %, химической продукции — на 9,6 %, молочной продукции — на 9,3 %.
Сокращение объемов производства произошло из-за проблемам сбыта продукции, уменьшения числа заявок от иностранных и местных компаний, а также нехваткой сырья, финансовых средств и т. д. В то же время в 2009 году в Молдавии увеличились объемы производства на предприятиях, производящих мясо птицы, — в 1,6 раза, готовый корм для животных — на 40,5 %, пластиковую продукцию — на 17,7 %, табачные изделия — на 16,2 %, трикотажные изделия — на 9,9 %, машины и электрооборудование — на 9,2 %.
В Молдавии в 2009 году построено и сдано в эксплуатацию 4110 квартир общей площадью 446,9 тыс. м², что на 28,3 % меньше показателей 2008 года. 90 % от общего объема жилых домов, сданных в эксплуатацию в 2009 году было построено хозяйствующими субъектами частного сектора. За счет собственных средств населения в 2009 году в Молдавии были сданы в эксплуатацию 1724 жилых индивидуальных дома общей площадью 247,1 тыс. м², что на 44,7 % меньше, чем в 2008 году. Это составило 55,3 % от общего объема жилья, сданного в эксплуатацию в стране, что на 21,6 % меньше, чем в 2008 году. Наибольшая доля жилья — 84,3 % от общего объёма, была сдана в эксплуатацию в городах. При этом наибольший объем жилья был сдан в эксплуатацию в Кишинёве — 2906 квартир общей площадью 320,7 тыс. м², или 72 % от общей площади жилых домов, сданных в эксплуатацию в 2009 году. Этот показатель на 35,4 % ниже показателей 2008 года.
Доходы государственного бюджета Молдавии в 2009 году составили 13,6 млрд леев (1,1 млрд долл.), сократившись в сравнении с 2008 годом на 2,4 млрд леев (188 млн долл.), или на 15,1 %. Запланированные на 2009 год показатели доходов были превышены на 3 %. Главная государственная налоговая инспекция Молдавии выполнила план по сборам в казну, установленный на 2009 год, на уровне 99,8 %, собрав 4,3 млрд леев (337 млн долл.), а Таможенная служба — на уровне 105,9 %, собрав 7,7 млрд леев (604 млн долл.). Средние ежедневные отчисления в госбюджет Молдавии в 2009 году составили 45,3 млн леев (3,55 млн долл.), сократившись в сравнении с 2008 годом на 9,2 млн леев (0,7 млн долл.). Расходы госбюджета в 2009 году составили 17,2 млрд леев (1,34 млрд долл.), или 96,4 % от запланированных показателей. В сравнении с 2008 годом расходы госбюджета Молдавии в 2009 году выросли на 733,4 млн леев (57,5 млн долл.), или на 4,5 %.
Дефицит торгового баланса Молдавии в 2009 году составил 1 млрд 980,6 млн долл., сократившись в сравнении с 2008 годом на 1 млрд 327 млн долл., или на 40,1 %. В январе—декабре 2009 года объём молдавского экспорта составил 1 млрд 297,7 млн долл., уменьшившись в сравнении с тем же периодом предыдущего года на 18,4 %. При этом объем молдавского экспорта в страны СНГ составил 490,5 млн долл., снизившись на 20,5 %. Поставки молдавской продукции в страны ЕС сократились на 17,3 % — до 678,5 млн долл. Доля стран СНГ в общем объёме молдавского экспорта в 2009 году составила 37,8 %. Доля стран ЕС, наоборот, увеличилась с 51,5 % до 52,3 %. Объем импорта в Молдавию в 2009 году составил 3 млрд 278,3 млн долл., уменьшившись в сравнении с прошлым годом на 33,1 %. При этом импорт в Молдавию из стран СНГ сократился на 34,3 % — до 1 млрд 140,4 млн долл., а из государств ЕС — на 32,4 % — до 1 млрд 422,5 млн долл. Доля стран СНГ в общем объеме молдавского импорта сократилась за 2009 год с 35,4 % до 34,8 %, а в стран ЕС — увеличилась с 43 % до 43,4 %. Дефицит торгового баланса Молдавии со странами ЕС в 2009 году в сравнении с 2008 годом уменьшился на 42,1 % — до 744 млн долл., а со странами СНГ — на 42 % — до 649,9 млн долл. Наибольший дефицит торгового баланса в 2009 году у Молдавии был с Украиной − 377,5 млн долл. Далее следуют: Китай — 245,6 млн долл., Германия — 176,8 млн долл., Казахстан — 141,5 млн долл., Турция — 139,3 млн долл., Италия — 95,8 млн долл., Россия — 86,7 млн долл., Румыния — 72,1 млн долл., Белоруссия — 56,7 млн долл.
Объём денежных переводов в Молдавию от физических лиц из-за рубежа через коммерческие банки в 2009 году составил 1 млрд 182,02 млн долл., сократившись по сравнению с 2008 годом на 478,07 млн долл., или на 28,8 %. При этом 982,23 млн долл., или 83,1 % от общей суммы переводов в 2009 году, поступило посредством систем быстрых денежных переводов. В частности, переводы в I квартале 2009 года составили 225,69 млн долл., во II квартале — 289,03 млн долл., в III квартале — 331,53 млн долл., в IV квартале — 335,77 млн долл. Наибольшая сумма в 2009 году была переведена в Молдавию в декабре — 122,14 млн долл., а наименьшая — в январе — 64,3 млн долл. В структуре валютных переводов по итогам 2009 года около 54,1 % пришлось на долю доллара, 40,6 % — евро, а 5,3 % — на долю российского рубля. По объемам поступлений в Молдавию из различных стран лидируют Россия и Италия. По данным Всемирного банка, переводы молдавских гастарбайтеров составляют около трети ВВП страны.
ВВП Молдавии в 2009 году составил 60,043 млрд леев (4,8 млрд долл.) в текущих рыночных ценах, сократившись в сопоставимых ценах на 6,5 % в сравнении с 2008 годом. Валовая добавленная стоимость в целом по экономике снизилась на 6,4 % по сравнению с 2008 г., отрицательно повлияв (-5,3 %) на индекс физического объема валового внутреннего продукта. Валовая добавленная стоимость, созданная в секторе производства товаров, снизилась на 16,1 % по сравнению с 2008 годом, что обусловлено значительным спадом валовой добавленной стоимости в промышленности (-19,4 %), а также в сельском хозяйстве, охоте, лесоводстве, рыболовстве и рыбоводстве (-10,9 %). Валовая добавленная стоимость сектора услуг сократилась на 3,6 % по сравнению с предыдущим годом. Существенно снизился объем валовой добавленной стоимости в строительстве (-27,6 %), в транспорте и связи (-7 %) и в оптовой и розничной торговле (-2,3 %), тогда как в сфере прочих услуг валовая добавленная стоимость превысила на 1 % уровень предыдущего года.

#### 2010-е
Несмотря на определенный экономический рост, произошедший за последнее время, Республика Молдова остается самой бедной страной в Европе, ВНП на душу населения в 2010 г. составил 1810 долл.
В июле 2012 тысячи сельхозпроизводителей страны провели по всей стране крупномасштабную акцию протеста против повышения налога на добавленную стоимость на сельхозпродукцию и сахар с 8 до 20 %, задействовав в ней крупную сельхозтехнику.

#### 2020-е
2022: Экономический и социальный кризис в республике (рост цен на бензин и дизельное топливо, а также на природный газ и электроэнергию (см. также Мировой энергетический кризис), далее подорожание продуктов питания, забастовки водителей автотранспорта: пассажирское сообщение было прервано на несколько дней).

## Сельское хозяйство
Сельское хозяйство играет важнейшую (и наибольшую) роль в экономике Молдавии, составляя более 12-13 % ВВП (на территории страны очень благоприятный климат и плодородная земля). Сельскохозяйственное производство и переработка составляют около 50 % экспортных поступлений. Более 40,7 % общей площади земли принадлежит 390 380 отдельным сельскохозяйственным производителям.
Основными молдавскими продуктами являются фрукты, овощи, вино (см. Виноделие в Молдове) и табак.
Исследование, проведенное Всемирным банком, показывает, что сельское хозяйство в Молдавии неэффективно, в 2011 году в секторе отмечалась низкая производительность, инвестиции в эту отрасль были небольшими, а издержки преувеличены. Производительность сектора в два раза ниже, чем в среднем по Европе. 
В июле 2012 тысячи сельхозпроизводителей страны провели по всей стране крупномасштабную акцию протеста против повышения налога на добавленную стоимость на сельхозпродукцию и сахар с 8 до 20 %, задействовав в ней крупную сельхозтехнику. 
В ноябре 2023 в Кишиневе начался массовый протест фермеров, недовольных поддержкой властей (требуют ввести мораторий на выплату кредитов банкам) — они пригнали свою технику в столицу, выставив её на центральной площади перед зданием правительства.

## Промышленность
Республика Молдова частично унаследовала индустриальный парк МССР. Промышленность была разработана таким образом, чтобы быть тесно связанной с отраслями других советских республик.
Основными отраслями промышленности, действующими в Молдавии на момент распада Советского Союза, были: строительство и монтаж сельскохозяйственной техники, станкостроение, производство строительных материалов, микроэлектроники, вычислительной техники, телевизоров, холодильников и морозильников, промышленных гидравлических насосов.
Пищевая промышленность.

## Энергетика
Объём импортируемого газа за 2023 год — 673,7 млн. м³ (Молдова), 1888,8 млн. м³ (Приднестровье). Объём транзитного газа — 58,4 млн. м³.
По данным EIA (на декабрь 2015 года) и EES EAEC в стране отсутствуют доказанные извлекаемые запасы природных энергоносителей.
Было еще месторождение Берешть в Унгенском районе, оценочные запасы которого составляли около 10 млн м3 газа, из-за чего месторождение было выработано за год после начала добычи.
Официальная статистика показывает, что в 2018—2022 годах оттуда добывалось в среднем 5000-7000 тонн нефти в год, что покрыло бы менее одного процента потребления нефтепродуктов в стране.
Тяжёлая сырая нефть добывается на глубине около 450 метров из 19 скважин, которые входят в список 26 разрешенных скважин в зоне добычи.
Право пользования этими 2 участками недр после истечения срока действия лицензий на их разработку было передано госпредприятию, владеющему монополией в этой области, - Молдавской гидрогеологической экспедиции (Expediția Hidro-Geologică din Moldova, EHGeoM).
По информации Агентства по геологии и минеральным ресурсам, на 1 января 2022 года в Республике Молдова было примерно 616 тысяч тонн нефти.
Объем добытой нефти в 2021 году составил около 5 тысяч тонн, а топливного газа – 0,077 миллиона кубометров.
Производство органического топлива в 2019 году (статистическая информация UNSD и данными EES EAEC) — 1370 тыс. тут; общая поставка — 3896 тыс. тут. 
Производство электроэнергии в 2021 году, млн кВт*ч:
- Молдавская ГРЭС — 3445,6
- Термоэлектрика (ТЭЦ Кишинёва) — 695,4
- Бельцкая ТЭЦ — 102,3
- Костештская ГЭС — 67,6
- ВИЭ — 75,5
- Другие местные источники (сах. заводы) — 2,7

Импорт из ОЭС Украины — 161,5
Источники электроэнергии в 2023 году, млн кВт*ч
- ЗАО Молдавская ГРЭС — 3293,7
- ТЭЦ Кишинёва — 524,3
- Бельцкая ТЭЦ — 78,8
- Костештская ГЭС — 68,8
- ВИЭ — 191,6 (из них 81 — центр и юг)
- Другие местные источники (сах. заводы) — 1,11

Импорт из ОЭС Украины — 153,1 (из них 10,1 — центр и юг Молдовы)
Импорт из ОЭС Румынии — 306,1 (из них 240,4 — центр и юг Молдовы)
На 1 июля 2024 года выдано 28 уведомлений о подключении общей мощностью 317,3 МВт.
К концу 2023 года общая установленная мощность по производству электроэнергии ВИЭ (фотоэлектрические, ветряные, гидроэлектростанции и когенерация на биогазе) - 346,76 МВт, из них:
- фотоэлектрические — 200,61 МВт,
- ветряные — 122,53 МВт,
- биогазовые — 6,87 МВт,
- ГЭС — 16,75 МВт[42].

Динамика и уровень развития электроэнергетики Молдовы за период с 1945 по 2019 годы иллюстрируется  диаграммой производства электроэнергии-брутто.  

EES EAEC. Производство электроэнергии-бруттов в Молдове, 1945-2019, млрд кВт∙ч

В целом, для периода 1992-2019 годов характерны значительные спады потребления электроэнергии во всех основных секторах, включая бытовых потребителей.

EES EAEC. Потребление электроэнергии в основных секторах Молдовы, 1992-2019, млн кВт∙ч

## Внешняя торговля
В 2008 году Румыния была основным рынком для молдавской продукции (17,56 %), впервые превысив Россию (17,34 %).
За январь—октябрь 2008 года импорт составил 4100,6 млн долларов США, что на 41,4 % больше, чем за аналогичный период 2007 года. Первыми странами-партнёрами в импорте были Украина, Румыния, Россия и Германия.
В 2008 году общая стоимость импорта Молдовы из Румынии составила 449 млн долларов США.
В 2010 году общая стоимость торговли была следующей: Россия — 980 млн долларов, Румыния — 644 млн долларов, Украина — 620 млн долларов, Италия — 418 млн долларов, Германия — 370 млн долларов, Иран — 1 млн долл. США.
| Год  | Экспорт($)     | UE      | СНГ     | другие страны | Импорт ($)     | UE      | СНГ     | другие страны |
| ---- | -------------- | ------- | ------- | ------------- | -------------- | ------- | ------- | ------------- |
| 2000 | ▲471 466 000   | 35,05 % | 58,56 % | 6,39 %        | ▲776 416 000   | 53,22 % | 33,46 % | 13,32 %       |
| 2001 | ▲565 495 000   | 32,26 % | 60,90 % | 6,84 %        | ▲892 228 000   | 48,35 % | 38,13 % | 13,52 %       |
| 2002 | ▲643 792 000   | 35,93 % | 54,43 % | 9,63 %        | ▲1 038 000 000 | 45,07 % | 39,39 % | 15,54 %       |
| 2003 | ▲789 934 000   | 38,92 % | 53,62 % | 7,46 %        | ▲1 402 347 000 | 45,17 % | 42,31 % | 12,52 %       |
| 2004 | ▲985 174 000   | 40,67 % | 50,10 % | 8,33 %        | ▲1 768 534 000 | 43,81 % | 43,24 % | 12,95 %       |
| 2005 | ▲1 090 918 000 | 40,62 % | 50,53 % | 8,85 %        | ▲2 292 292 000 | 45,32 % | 39,49 % | 15,19 %       |
| 2006 | ▼1 050 362 000 | 51,12 % | 40,33 % | 8,55 %        | ▲2 693 184 000 | 45,24 % | 37,90 % | 16,86 %       |
| 2007 | ▲1 340 050 000 | 50,66 % | 40,96 % | 8,38 %        | ▲3 689 524 000 | 45,56 % | 36,15 % | 18,29 %       |
| 2008 | ▲1 591 113 000 | 51,54 % | 39,15 % | 9,31 %        | ▲4 898 762 000 | 42,97 % | 35,46 % | 21,57 %       |
| 2009 | ▼1 282 981 000 | 52,01 % | 38,22 % | 9,77 %        | ▼3 278 270 000 | 43,35 % | 34,82 % | 21,83 %       |
| 2010 | ▲1 541 487 000 | 47,29 % | 40,48 % | 12,23 %       | ▲3 855 289 000 | 44,20 % | 32,60 % | 23,20 %       |
| 2011 | ▲2 216 815 000 | 48,85 % | 41,47 % | 9,68 %        | ▲5 191 271 000 | 43,46 % | 33,00 % | 23,54 %       |
| 2012 | ▼2 161 880 000 | 46,87 % | 42,93 % | 10,20 %       | ▲5 212 928 000 | 44,48 % | 31,15 % | 24,37 %       |
| 2013 | ▲2 428 303 000 | 46,83 % | 38,02 % | 15,15 %       | ▲5 492 393 000 | 45,02 % | 30,44 % | 24,54 %       |
| 2014 | ▼2 339 530 000 | 53,26 % | 31,44 % | 15,30 %       | ▼5 316 959 000 | 48,29 % | 27,26 % | 24,45 %       |
| 2015 | ▼1 966 837 000 | 61,90 % | 25,03 % | 13,07 %       | ▼3 986 820 000 | 49,01 % | 25,53 % | 25,46 %       |
| 2016 | ▲2 045 340 000 | 65,14 % | 20,25 % | 14,61 %       | ▲4 020 356 000 | 49,09 % | 25,55 % | 25,36 %       |
| 2017 | ▲2 425 118 000 | 65,85 % | 19,09 % | 15,06 %       | ▲4 831 412 000 | 49,45 % | 24,96 % | 25,59 %       |

Экспорт в 2013 году:
 UE (46,8 %) СНГ (38,0 %) Другие страны (15,2 %)
Экспорт в 2017 году:
 UE (65,8 %) СНГ (19,1 %) Другие страны (15,1 %)
Импорт в 2013 году:
 UE (45,0 %) СНГ (30,4 %) Другие страны (24,6 %)
Импорт в 2017 году:
 UE (49,5 %) СНГ (24,9 %) Другие страны (25,6 %)

### Основные экспортные торговые партнёры
| Rang | Источник страны | 2016 [mln.$] | 2015 [mln.$] | 2014 [mln.$] | 2016 по сравнению с 2015 годом [%] |
| ---- | --------------- | ------------ | ------------ | ------------ | ---------------------------------- |
|      | Общий           | 2 045,3      | 1 966,8      | 2 339,5      | ▲4,0                               |
| 1    | Румыния         | 513,1        | 446,4        | 434,0        | ▲15,0                              |
| 2    | Россия          | 233,2        | 240,7        | 423,7        | ▼3,1                               |
| 3    | Италия          | 198,2        | 197,0        | 243,4        | ▲0,6                               |
| 4    | Германия        | 126,6        | 117,2        | 137,5        | ▲8,0                               |
| 5    | Великобритания  | 114,3        | 138,2        | 108,2        | ▼17,3                              |
| 6    | Беларусь        | 103,5        | 131,6        | 134,7        | ▼21,3                              |
| 7    | Болгария        | 76,0         | 28,2         | 37,9         | ▲169,5                             |
| 8    | Польша          | 73,4         | 68,5         | 64,4         | ▲7,1                               |
| 9    | Турция          | 61,7         | 64,4         | 104,7        | ▼4,2                               |
| 10   | Украина         | 49,7         | 45,8         | 109,2        | ▲8,5 %                             |
| 11   | Франция         | 44,7         | 43,1         | 37,6         | ▲3,7                               |
| 12   | Швейцария       | 44,5         | 35,4         | 49,2         | ▲25,7                              |

### Основные торговые партнёры по импорту
| Rang | Источник страны | 2016 [mln.$] | 2015 [mln.$] | 2014 [mln.$] | 2016 по сравнению с 2015 годом [%] |
| ---- | --------------- | ------------ | ------------ | ------------ | ---------------------------------- |
|      | Общий           | 4 020,3      | 3 986,8      | 5 317,0      | ▲0,8 %                             |
| 1    | Румыния         | 551,5        | 555,1        | 803,1        | ▼0,6                               |
| 2    | Россия          | 535,2        | 535,7        | 717,2        | ▼0,1                               |
| 3    | Китай           | 393,7        | 366,4        | 481,2        | ▲7,4                               |
| 4    | Украина         | 383,9        | 371,1        | 546,4        | ▲3,4                               |
| 5    | Германия        | 316,4        | 321,3        | 427,0        | ▼1,5                               |
| 6    | Италия          | 280,7        | 279,2        | 351,3        | ▲0,5                               |
| 7    | Турция          | 272,0        | 285,1        | 300,9        | ▼4,6                               |
| 8    | Польша          | 133,2        | 122,4        | 155,8        | ▲8,8                               |
| 9    | Беларусь        | 101,3        | 84,1         | 142,0        | ▲20,4                              |
| 10   | Франция         | 89,9         | 81,0         | 93,8         | ▲11,0                              |
| 11   | Венгрия         | 80,1         | 69,3         | 85,6         | ▼15,6                              |
| 12   | Австрия         | 73,7         | 89,5         | 110,5        | ▼17,6                              |

### Торговый баланс
| Торговый баланс Республики Молдова (2005–15) | Торговый баланс Республики Молдова (2005–15) | Торговый баланс Республики Молдова (2005–15) |
| Год                                          | Доклад экспорт - импорт(млн. $)              | по сравнению с в прошлом году                |
| -------------------------------------------- | -------------------------------------------- | -------------------------------------------- |
| 2005                                         | -1 201,4                                     | ▲53,4%                                       |
| 2006                                         | -1 642,8                                     | ▲36,7%                                       |
| 2007                                         | -2 349,5                                     | ▲43,0%                                       |
| 2008                                         | -3 307,7                                     | ▲40,8%                                       |
| 2009                                         | -1 995,3                                     | ▼39,7%                                       |
| 2010                                         | -2 313,8                                     | ▲16,0%                                       |
| 2011                                         | -2 974,5                                     | ▲28,6%                                       |
| 2012                                         | -3 051,0                                     | ▲2,6%                                        |
| 2013                                         | -3 064,1                                     | ▲0,4%                                        |
| 2014                                         | -2 977,5                                     | ▼2,8%                                        |
| 2015                                         | -2 020,0                                     | ▼32,2%                                       |
| 2016                                         | -1 975,0                                     | ▼2,2%                                        |

Коммерческие графики 2017 года
Структура экспорта
по стране назначения:
 Румыния (24,8 %) Россия (10,5 %) Италия (9,7 %) Германия (8,1 %) Великобритания (5,6 %) Беларусь (4,5 %) Турция (4,3 %) Польша (4,2 %) Другие страны (28,3 %)
Структура экспорта
по категориям:
 Продукты питания и животные (25,1 %) Изготовленные изделия (22,2 %) Машины и оборудование (17,8 %) Непродуктивное сырьё (11,4 %) Промышленные товары (6,9 %) Напитки и табачные изделия (8,3 %) химикалии (5,3 %) Масла и жиры (2,2 %) Другое (0,8 %)
Структура импорта
по странам происхождения:
 Румыния (14,4 %) Россия (11,8 %) Украина (10,6 %) Китай (10,5 %) Германия (8,1 %) Италия (6,9 %) Турция (6,3 %) Польша (3,4 %) Другие страны (28,0 %)
Структура импорта
по категориям:
 Машины и оборудование (22,3 %) Промышленные товары (20,6 %) Топливо (15,7 %) Химикалии (14,9 %) Изготовленные изделия (10,7 %) Продукты питания и животные (10,6 %) Напитки и табачные изделия (2,6 %) Непродуктивное сырьё (2,3 %) Другое (0,3 %)
- Ссылки:[46]

## Финансы
Государственный долг Республики Молдова состоит из государственного долга, долга Национального банка Молдовы, задолженности предприятий государственного сектора и задолженности АТУ. По состоянию на 30 сентября 2012 года баланс государственного долга составлял 27 429,18 млн леев.

## Трудовые ресурсы и занятость
Самая большая проблема (как и в других еще относительно бедных странах Европы: России, Украине, Белоруссии и т.д.), это увеличивающийся с каждым годом дефицит трудоспособной рабочей силы и рост количества пенсионеров, в связи с низкой рождаемостью и высокой эмиграцией населения в другие, более богатые, страны мира. Свойственный развитым странам демографический кризис усугубляется ещё большим уменьшением официально работающей доли трудоспособного населения в связи с обширной теневой экономикой, ещё более низкой рождаемостью, ещё большей безработицей, ещё большем ростом пенсионеров в связи с меньшими здоровыми годами активной трудоспособной жизни, что вкупе с активной эмиграции молодого, экономически активного и самого трудоспособного населения в более богатые страны мира, приводит к замедлению экономического роста и как следствия к замедлению роста зарплат и уровня жизни в странах, что в свою очередь замедляет сближение уровня жизни в развивающихся странах к уровню жизни развитых.

## Доходы населения
С 1 мая 2021 года минимальный размер оплаты труда составляет 2935 леев (€146,21). С 1 апреля 2022 года минимальный размер оплаты труда составляет 3500 леев (€172,97). С 1 января 2025 года минимальный размер оплаты труда составляет 5500 леев (€289,19).
Среднемесячная зарплата
| Месяц Год | Январь | Февраль | Март      | Апрель | Май    | Июнь      | Июль   | Август | Сентябрь  | Октябрь | Ноябрь | Декабрь   | Ежегодно (MDL) | (€) |
| --------- | ------ | ------- | --------- | ------ | ------ | --------- | ------ | ------ | --------- | ------- | ------ | --------- | -------------- | --- |
| 2010      | 2699,5 | 2683,5  | 2857,5    | 2860,2 | 2957,7 | 3080,1    | 3054,3 | 3042,7 | 2993,2    | 2957,0  | 3043,5 | 3553,4    | 2971,7         | 183 |
| 2011      | 2835,6 | 2884,5  | 2985,1    | 3134,6 | 3216,0 | 3556,2    | 3261,8 | 3174,8 | 3159,3    | 3161,7  | 3231,0 | 3707,4    | 3193,9         | 230 |
| 2012      | 3139,0 | 3166,0  | 3273,5    | 3350,3 | 3489,8 | 3913,5    | 3574,9 | 3503,6 | 3421,5    | 3482,0  | 3527,8 | 3888,8    | 3477,7         | 217 |
| 2013      | 3427,7 | 3387,0  | 3645,2    | 3739,7 | 3758,5 | 3859,0    | 3908,5 | 3832,4 | 3758,5    | 3785,4  | 3793,6 | 4278,7    | 3765,1         | 210 |
| 2014      | 3777,4 | 3717,9  | 3912,4    | 4009,1 | 4032,6 | 4203,9    | 4328,8 | 4276,9 | 4267,7    | 4309,5  | 4354,9 | 4865,4    | 4172,0         | 206 |
| 2015      | 4260,6 | 4241,2  | 4397,3    | 4526,5 | 4524,0 | 4732,7    | 4882,6 | 4669,1 | 4694,9    | 4564,9  | 4613,4 | 5227,7    | 4610,9         | 205 |
| 2016      | 4665,8 | 4650,6  | 4749,7    | 4909,6 | 4863,9 | 5169,7    | 5274,0 | 5242,8 | 5170,6    | 5109,2  | 5204,4 | 6003,7    | 5084,0         | 231 |
| 2019      | -      | -       | T1-6923,0 | -      | -      | T2-7302,6 | -      | -      | T3-7385,0 | -       | -      | T4-7813,1 | 7 356,1        | 388 |
| 2020      | -      | -       | T1-7633,9 | -      | -      | T2-7849,0 | -      | -      | T3-8074,3 | -       | -      | -         | 8074           | 411 |

Эволюция среднемесячной пенсии
| 1 января                        | 2005  | 2007  | 2008  | 2009  | 2010  | 2011  | 2012  | 2013  | 2014  | 2015  | 2016 | 2017  | 2018 | 2019 | 2020 |
| ------------------------------- | ----- | ----- | ----- | ----- | ----- | ----- | ----- | ----- | ----- | ----- | ---- | ----- | ---- | ---- | ---- |
| Средняя пенсия (MDL)            | 325,3 | 442,3 | 548,3 | 646,4 | 775,5 | 810,9 | 873,9 | 957,6 | 1021  | 1115  | 1192 | 1 301 | 1457 | 1644 | 1843 |
| Количество пенсионеров (тысячи) | 620,7 | 621,4 | 619,4 | 621,4 | 624,5 | 627,2 | 638,6 | 649,9 | 659,6 | 669,9 | 687  | 718   | 709  | 701  | 690  |